# Hadsund Boldklub
Hadsund Boldklub 1926, förkortat HB, är en bollklubb i Hadsund i Danmark. Klubben bildades 1926 och ligger på Stadionvej i Hadsund. Klubben består av tre sektioner med sammanlagt nästan 1000 medlemmar: fotboll, handboll och boccia, och dessutom en stödförening som heter HB:s vänner.

## Sektioner

### Fotboll
Fotbollssektionen har cirka 400 medlemmar i 16 ungdomslag och fem seniorlag. Det bästa av dessa finns i Jyllands serie 2 motsvarande ungefär division 6 i Sverige.

### Handboll
Handbollssektionen har över 250 medlemmar, spridda över fem junior- och fem seniorgrupper, varav den bästa tävlar i damernas första serie, Jylland.